# Instituto Tecnológico de Tlalnepantla
El Instituto Tecnológico de Tlalnepantla (ITTLA) es una institución de nivel superior, que forma parte del Tecnológico Nacional de México (TecNM). Goza de un gran prestigio y tradición, y se considera el primero en la lista de clasificación de los tecnológicos en México, brindando una excelente educación. Desde el año 2011 ha sido una de las universidades con más demanda, por ser una institución de gran calidad y formadora de estupendos profesionales de todas las carreras.

## Historia
El ITTLA fue fundado el 2 de septiembre de 1972, en sus inicios fungía como una institución de educación media superior y sólo contaba con una carrera; Ingeniería Electromecánica, con el paso de los años se fueron integrando las carreras de Ingeniería Eléctrica, Ingeniería Industrial, Ingeniería Mecánica,  Ingeniería en Mecatrónica, Ingeniería en Gestión Empresarial, Ingeniería en Administración e Ingeniería en Tecnologías de la Información y Comunicaciones.
En los años 90 debido a una reforma educativa lanzada por el entonces quien era Secretario de educación pública, Ernesto Zedillo Ponce de León, el ITTLA tiene que reestructurarse y eliminar la carrera de Licenciatura en Relaciones Industriales e incluir en su lugar la Licenciatura en Administración. También son inaugurados el Centro de Idiomas y el laboratorio de computo debido a las nuevas necesidades que surgían en la zona y con los avances de la tecnología, principalmente en el área de informática.
En el 2009 se comienza la construcción de un nuevo campus denominado “Zona Oriente” el cual es finalizado en el 2010, el cual brinda actualmente servicio a más de 1000 estudiantes, con lo cual el ITTLA logra mantener el prestigio que ha obtenido a lo largo de más de 40 años en los cuales ha formado más de 10,000 jóvenes en las diversas carreras Técnicas que ofrece.

## Escudo
En 1972 se emite la convocatoria para crear el escudo, de las diferentes alternativas recibidas a raíz de esta convocatoria nace el escudo y lema de la institución.
Las siglas del Instituto emergen entrelazadas con los rayos del sol del mañana, que se abren paso entre los cerros al oriente del valle de Tlalnepantla, anuncian el nacimiento de una nueva era de libertad e independencia alumbradas con la ciencia, la cultura y la tecnología que, perfectamente coordinadas, habrán de incrementar el nivel productivo de nuestra patria, dando paso al lema "POR LA REALIZACIÓN TECNOLÓGICA DE MI PUEBLO" (GACETA Informativa año 1 n.º 70, 28 de marzo de 1979).

## Mascota
A finales de los 90 se realizó un concurso para seleccionar a la mascota oficial del Instituto Tecnológico de Tlalnepantla, se recibieron muchas propuestas, pero la ganadora fue la del Lagarto, ya que de acuerdo a un estudio antropológico, el lugar en el que se encuentran los cimientos de la institución fue en épocas prehistóricas una zona de pantanos y en excavaciones fueron encontrados restos fósiles de Lagartos prehistóricos, de ahí el origen de la mascota del ITTLA

## Carreras
- Ingeniería Eléctrica
- Ingeniería Electromecánica
- Ingeniería Industrial
- Ingeniería Mecánica
- Ingeniería Mecatrónica
- Ingeniería en Administración
- Ingeniería en Gestión Empresarial

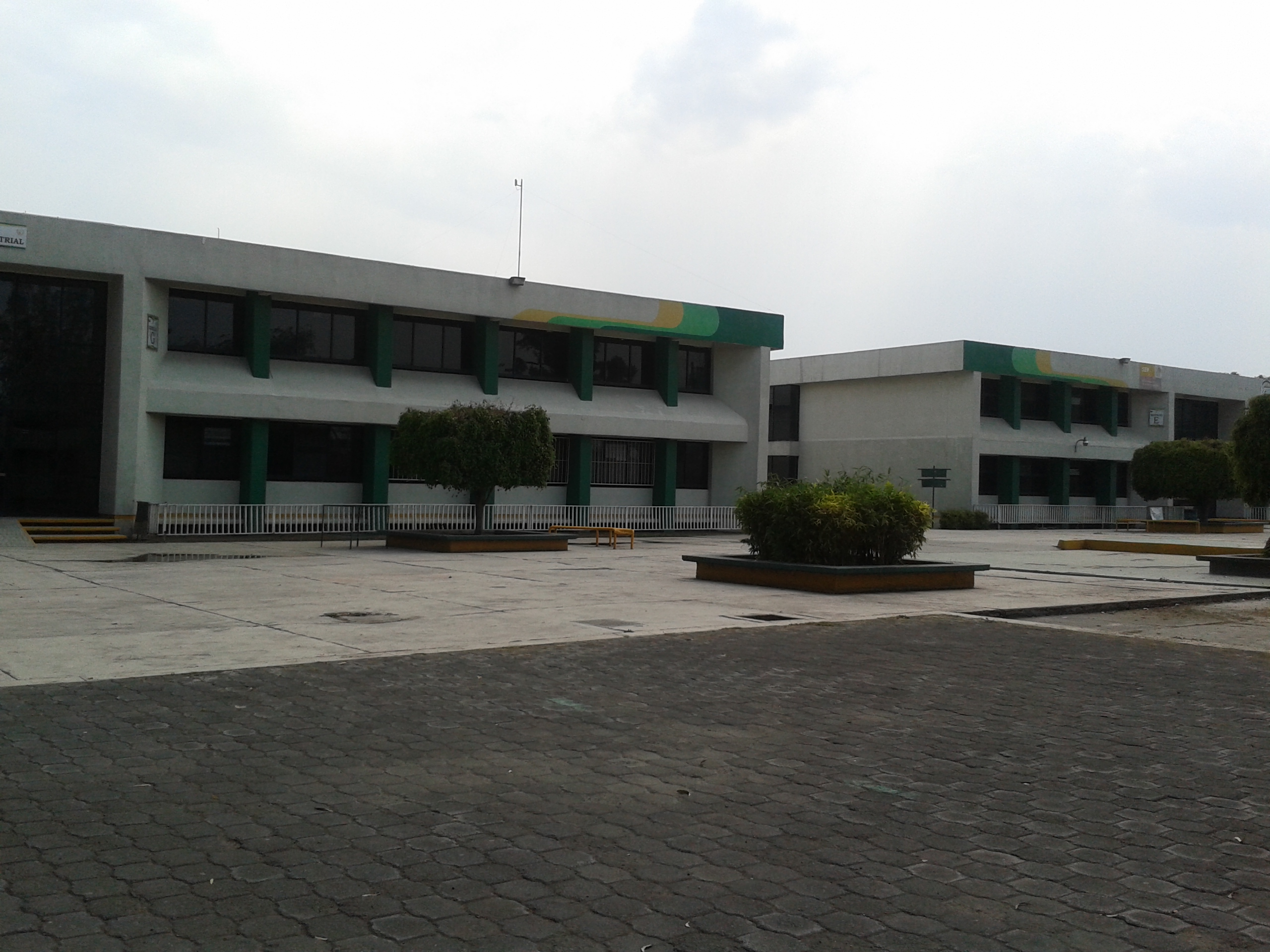
Edificio de Ingeniería Industrial

- Ingeniería en Tecnologías de la Información y Comunicaciones

Nuevas 2024
- Ingeniería en Desarrollo de Aplicaciones

## Maestrías
- Ciencias de la Ingeniería
- Administración

## Logros
- En el 2004 el Tecnológico obtiene la certificación ISO 9001:2000
- En el 2006 el ITTLA es sede de la III Feria Nacional del Libro del SNEST
- En el 2008 el Instituto Tecnológico es ganador del Premio Nacional de creatividad en el Estado de Veracruz obteniendo el primer lugar en el área de Ingeniería Industrial con el proyecto "Horno basculante para fusión de aluminio".
- En el 2010 es sede del XXIV Evento Nacional de Creatividad de los Institutos Tecnológicos.
- En el 2012 y 2013 es sede del Festival Latinoamericano de Instalación de Software Libre.